# Kalinkovo
Kalinkovo (Hongaars:Szemet) is een Slowaakse gemeente in de regio Bratislava, en maakt deel uit van het district Senec.
Kalinkovo telt 957 inwoners waarvan ongeveer een derde etnisch Hongaar is.
De gemeente was tot de Tweede Wereldoorlog volledig Hongaarstalig. Het dorp Szemet behoord samen met buurdorp Hamuliakovo (Hongaars: Gutor) van oudsher tot het Hongaars taalgebied dat eindigde bij de stadsgrenzen van Bratislava, het toenmalige Hongaarse Pozsony. Hoewel de gemeente al in 1920 onderdeel werd van het nieuw gecreëerde land Tsjecho-Slowakije wist het tot 1948 haar Hongaarse karakter te behouden. Vanaf dan wordt er en Slowakisering doorgevoerd door Slowaken naar de gemeente te laten verhuizen.
Bernolákovo · Blatné · Boldog · Čataj · Dunajská Lužná · Hamuliakovo · Hrubá Borša · Hrubý Šúr · Hurbanova Ves · Chorvátsky Grob · Igram · Ivanka pri Dunaji · Kalinkovo · Kaplna · Kostolná pri Dunaji · Kráľová pri Senci · Malinovo · Miloslavov · Most pri Bratislave · Nová Dedinka · Nový Svet · Reca · Rovinka · Senec · Tomášov · Tureň · Veľký Biel · Vlky · Zálesie